# Dacorum
Dacorum é um distrito de governo local (não metropolitano) e um condado em Hertfordshire, Inglaterra. Ela inclui as cidades de Hemel Hempstead, Berkhamsted, Tring, and Kings Langley. Sua população era de 137.799 pessoas no censo de 2001. O bairro é totalmente civil, e fica além da cidade de Hemel Hempstead.